# Torneo Clausura 2008 (Paraguay)
El Torneo Clausura 2008 (Copa Tigo) de la Primera División del fútbol paraguayo, denominado "Don Arsenio Erico" en honor al futbolista paraguayo más destacado de todos los tiempos, comenzó el viernes, 25 de julio y llegó a su término el domingo, 7 de diciembre. Este ha sido el segundo y último certamen del año, el cual contó con la participación de doce equipos. El formato de disputa fue el de todos contra todos a partidos de ida y vuelta. Resultó campeón, por haber obtenido la mayor cantidad de puntos al cabo de las 22 fechas, el club Libertad, por 14.ª ocasión en su historia y 4ª consecutiva.
Es importante recordar que, a partir de esa temporada y por primera vez en la historia de la APF, se registraron dos títulos oficiales de Primera División en un mismo año. Esto significa que los ganados en los torneos de Apertura y de Clausura poseen idéntica jerarquía. Por lo tanto, cada uno equivale a una estrella más, dejando sin efecto la unificación anual de los mismos, tal como sucediera anteriormente.

## Sistema de competición
El modo de disputa fue el de todos contra todos a partidos de ida y vuelta, es decir a dos rondas compuestas por once jornadas cada una con localía recíproca. Se convierte en campeón el equipo que acumula la mayor cantidad de puntos al término de las 22 jornadas. En caso de haberse producido igualdad entre dos contendientes, habrían definido el título en un partido extra. Si hubieran sido más de dos, se resolvía según los siguientes parámetros:
1) saldo de goles;
2) mayor cantidad de goles marcados;
3) mayor cantidad de goles marcados en condición de visitante;
4) sorteo.

## Producto de la clasificación

### Directo
- El torneo coronó al campeón número 99 en la historia de la Primera División de Paraguay.

- Este obtuvo a su vez el acceso a la llave principal de la próxima edición de la Copa Libertadores de América.

### Indirecto
- Por medio de la combinación de puntos de este campeonato y el anterior se concedieron un cupo para la fase preliminar de la Copa Libertadores y dos para la Copa Sudamericana, ambas a realizarse en 2009.

- Por último, fueron determinados, sobre la base de sus promedios obtenidos en las últimas tres temporadas, el equipo descendido a Segunda División y el que debe jugar por la promoción de categoría.

## Relevo anual de clubes
| Ascendidos a la Primera División                   |
| -------------------------------------------------- |
| Silvio Pettirossi (Campeón de División Intermedia) |

| Descendidos a División Intermedia   |
| ----------------------------------- |
| Sportivo Trinidense (Peor promedio) |

## Equipos participantes
| Equipo            | Entrenador          | Fundación               | Ciudad               | Estadio                | Capacidad |
| ----------------- | ------------------- | ----------------------- | -------------------- | ---------------------- | --------- |
| 12 de Octubre     | Saturnino Arrúa     | 14 de agosto de 1914    | Itauguá              | Juan Canuto Pettengill | 8.000     |
| 2 de Mayo         | Armando Dávalos     | 6 de diciembre de 1935  | Pedro Juan Caballero | Río Parapití           | 25.000    |
| 3 de Febrero      | Pedro Fleitas       | 20 de noviembre de 1970 | Ciudad del Este      | Antonio Oddone Sarubbi | 28.000    |
| Cerro Porteño     | Pedro Troglio       | 1 de octubre de 1912    | Asunción             | General Pablo Rojas    | 32.000    |
| Guaraní           | Félix Darío León    | 12 de octubre de 1903   | Asunción             | Rogelio Livieres       | 6.000     |
| Libertad          | Rubén Israel        | 30 de julio de 1905     | Asunción             | Dr. Nicolás Leoz       | 10.000    |
| Nacional          | Daniel Raschle      | 5 de junio de 1904      | Asunción             | Arsenio Erico          | 4.000     |
| Olimpia           | Ever Almeida        | 25 de julio de 1902     | Asunción             | Manuel Ferreira        | 15.000    |
| Silvio Pettirossi | Luis Molinas        | 11 de marzo de 1926     | Asunción             | Bernabé Pedrozo        | 4.000     |
| Sol de América    | Carlos Jara Saguier | 22 de marzo de 1909     | Villa Elisa          | Luis Alfonso Giagni    | 5.000     |
| Sportivo Luqueño  | Alicio Solalinde    | 1 de mayo de 1921       | Luque                | Feliciano Cáceres      | 25.000    |
| Tacuary           | Oscar Paulín        | 10 de diciembre de 1923 | Asunción             | Roberto Bettega        | 7.000     |

El campeonato contó con la participación de doce equipos, en su gran mayoría pertenecientes al departamento Central.
Siete son de la capital del país, Asunción; en tanto que tres provienen de ciudades cercanas a ésta, Itauguá, Luque y Villa Elisa. Finalmente, dos se localizan en importantes capitales departamentales, casualmente limítrofes con Brasil: Ciudad del Este y Pedro Juan Caballero.
Los únicos clubes que nunca abandonaron esta categoría (también conocida como División de Honor) son tres: Olimpia, Guaraní y Cerro Porteño, completando 99, 98 y 93 participaciones, respectivamente.

### Distribución geográfica de los equipos
| Región                      | Cant. | Equipos                                                                         |
| --------------------------- | ----- | ------------------------------------------------------------------------------- |
| Distrito Capital            | 7     | Cerro Porteño, Guaraní, Libertad, Nacional, Olimpia, Silvio Pettirossi, Tacuary |
| Departamento Central        | 3     | 12 de Octubre, Sp. Luqueño, Sol de América                                      |
| Departamento de Alto Paraná | 1     | 3 de Febrero                                                                    |
| Departamento de Amambay     | 1     | 2 de Mayo                                                                       |

## Clasificación
Fuente
| Pos. | Equipos           | PJ | PG | PE | PP | GF | GC | Dif. | Pts. |
| ---- | ----------------- | -- | -- | -- | -- | -- | -- | ---- | ---- |
| 1.   | Libertad          | 22 | 12 | 8  | 2  | 35 | 17 | 18   | 44   |
| 2.   | Guaraní           | 22 | 12 | 7  | 3  | 36 | 17 | 19   | 43   |
| 3.   | Cerro Porteño     | 22 | 10 | 7  | 5  | 32 | 26 | 6    | 37   |
| 4.   | Sol de América    | 22 | 11 | 3  | 8  | 37 | 30 | 7    | 36   |
| 5.   | Nacional          | 22 | 8  | 8  | 6  | 23 | 22 | 1    | 32   |
| 6.   | Tacuary           | 22 | 9  | 4  | 9  | 23 | 24 | -1   | 31   |
| 7.   | Olimpia           | 22 | 7  | 7  | 8  | 33 | 31 | 2    | 28   |
| 8.   | 12 de Octubre     | 22 | 8  | 4  | 10 | 27 | 33 | -6   | 28   |
| 9.   | 3 de Febrero      | 22 | 6  | 6  | 10 | 27 | 31 | -4   | 24   |
| 10.  | Sportivo Luqueño  | 22 | 6  | 6  | 10 | 27 | 38 | -11  | 24   |
| 11.  | 2 de Mayo         | 22 | 4  | 10 | 8  | 26 | 33 | -7   | 22   |
| 12.  | Silvio Pettirossi | 22 | 1  | 6  | 15 | 15 | 39 | -24  | 9    |

## Campeón
| Libertad 14º título |

## Máximos goleadores
Fuente
| País                 | Jugador                | Equipo           | Goles |
| -------------------- | ---------------------- | ---------------- | ----- |
| Bandera de Paraguay  | Edgar "Pájaro" Benítez | Sol de América   | 14    |
| Bandera de Argentina | Jonathan Fabbro        | Guaraní          | 12    |
| Bandera de Paraguay  | Marco Lazaga           | Olimpia          | 9     |
| Bandera de Paraguay  | Érwin Ávalos           | Cerro Porteño    | 8     |
| Bandera de Paraguay  | Manuel Maciel          | Libertad         | 8     |
| Bandera de Paraguay  | Walter Avalos          | Sportivo Luqueño | 7     |
| Bandera de Paraguay  | Daniel Ferreira        | Tacuary          | 7     |
| Bandera de Colombia  | Vladimir Marín         | Libertad         | 7     |
| Bandera de Argentina | Hugo Notario           | 12 de Octubre    | 7     |
| Bandera de Paraguay  | José Ortigoza          | Sol de América   | 7     |
| Bandera de Paraguay  | Juan "Mágico" Samudio  | Libertad         | 7     |
| Bandera de Paraguay  | Guillermo Beltrán      | 12 de Octubre    | 6     |
| Bandera de Paraguay  | Gilberto Palacios      | Guaraní          | 6     |

## Clasificación para copas internacionales

### Puntaje acumulado
El puntaje acumulado de un equipo es la suma del obtenido en los torneos Apertura y Clausura de 2008. Este determinó al cierre de temporada la clasificación de los representantes de la APF en los torneos de Conmebol del año siguiente.
- Para la Copa Libertadores 2009 clasificaron 3: los campeones del Apertura y Clausura, ordenados según sus posiciones finales en la tabla adjunta y el mejor colocado, sin contar a los mencionados anteriormente. Si el mismo club repetía el título hubiese obtenido automáticamente el primer cupo, otorgando los restantes a los finalizados en segundo y tercer lugar.

- Copa Sudamericana 2009 (dos clasificados): el campeón de al menos uno de los dos torneos del año que finalizó con la mayor cantidad de puntos acumulados (Libertad), y el subsiguiente mejor ubicado (Cerro Porteño), sin contar a los premiados con las plazas números dos y tres de la Copa Libertadores.

Se tomó en cuenta la diferencia de goles en caso de paridad de puntos. 
| Copa | Pos. | Equipo            | PJ | PG | PE | PP | GF | GC | Dif. | Pts. |
| ---- | ---- | ----------------- | -- | -- | -- | -- | -- | -- | ---- | ---- |
|      | 1.   | Libertad          | 44 | 30 | 11 | 3  | 88 | 30 | 58   | 101  |
|      | 2.   | Guaraní           | 44 | 23 | 10 | 11 | 67 | 43 | 24   | 79   |
|      | 3.   | Nacional          | 44 | 22 | 11 | 11 | 68 | 47 | 21   | 77   |
|      | 4.   | Cerro Porteño     | 44 | 21 | 12 | 11 | 66 | 52 | 14   | 75   |
|      | 5.   | Sol de América    | 44 | 19 | 6  | 19 | 77 | 69 | 8    | 63   |
|      | 6.   | Olimpia           | 44 | 14 | 12 | 18 | 56 | 63 | -7   | 54   |
|      | 7.   | Tacuary           | 44 | 14 | 12 | 18 | 47 | 58 | -11  | 54   |
|      | 8.   | 2 de Mayo         | 44 | 13 | 14 | 17 | 53 | 59 | -6   | 53   |
|      | 9.   | 3 de Febrero      | 44 | 14 | 9  | 21 | 59 | 71 | -12  | 51   |
|      | 10.  | Sportivo Luqueño  | 44 | 12 | 13 | 19 | 60 | 82 | -22  | 49   |
|      | 11.  | 12 de Octubre     | 44 | 12 | 12 | 20 | 56 | 73 | -17  | 48   |
|      | 12.  | Silvio Pettirossi | 44 | 4  | 10 | 30 | 36 | 86 | -50  | 22   |

|  |                                                                |
|  | Clasificado a Copa Libertadores 2009 y Copa Sudamericana 2009. |
|  | Clasificado a Copa Libertadores 2009.                          |
|  | Clasificado a Copa Sudamericana 2009.                          |

## Descenso y promoción de categoría

### Puntaje promedio
El promedio de puntos de un equipo es el cociente que se obtiene de la división de su puntaje acumulado en las últimas tres temporadas (cuatro torneos considerando los dos campeonatos del 2008), por la cantidad de partidos que haya disputado durante dicho período. Este determinó, al cierre del torneo Clausura, el descenso a la Segunda División del equipo que finalizó en el último lugar del escalafón como también al penúltimo que deberá enfrentar, por la promoción, al subcampeón del torneo Intermedia, perteneciente a la citada categoría inmediata inferior, para dirimir la división en la cual militará cada uno durante la temporada siguiente.
| Pos. | Equipo            | 2007 | 2008 | 2009 | Total | PJ  | Promedio |
| ---- | ----------------- | ---- | ---- | ---- | ----- | --- | -------- |
| 1.   | Libertad          | 83   | 95   | 101  | 279   | 128 | 2,179    |
| 2.   | Cerro Porteño     | 92   | 92   | 75   | 259   | 128 | 2,023    |
| 3.   | Nacional          | 53   | 60   | 77   | 190   | 128 | 1,484    |
| 4.   | Olimpia           | 50   | 76   | 54   | 180   | 128 | 1,406    |
| 5.   | Sol de América    | -    | 57   | 63   | 120   | 88  | 1,363    |
| 6.   | Sportivo Luqueño  | 56   | 66   | 49   | 171   | 128 | 1,335    |
| 7.   | Tacuary           | 66   | 51   | 54   | 171   | 128 | 1,335    |
| 8.   | Guaraní           | 42   | 41   | 79   | 162   | 128 | 1,265    |
| 9.   | 2 de Mayo         | 58   | 34   | 53   | 145   | 128 | 1,132    |
| 10.  | 12 de Octubre     | 42   | 49   | 48   | 139   | 128 | 1,085    |
| 11.  | 3 de Febrero      | 36   | 49   | 51   | 136   | 128 | 1,062    |
| 12.  | Silvio Pettirossi | -    | -    | 22   | 22    | 44  | 0,500    |

|  |                                |
|  | Disputó promoción.             |
|  | Descendido a Segunda División. |

### Promoción
Esta consiste en una serie eliminatoria de dos partidos, con localía recíproca, para dirimir la división del torneo en que deben jugar el año próximo el penúltimo colocado de la tabla de Puntaje promedio y el segundo de la categoría inmediata inferior. Obtiene su permanencia o ascenso a la división principal el equipo que suma más puntos al término de los dos partidos. Si ambos acumulan idéntica cantidad se define al ganador por diferencia de goles. De persistir la igualdad se recurre como última instancia a tiros desde el punto penal.
| Partido de ida  | Partido de ida | Partido de ida | Partido de ida      | Partido de ida                       | Partido de ida | Partido de ida   |
| Día             | Hora UTC-3     | TV             | Estadio             | Equipo Local                         | Resultado      | Equipo Visitante |
| --------------- | -------------- | -------------- | ------------------- | ------------------------------------ | -------------- | ---------------- |
| 10 de diciembre | 17:00          | Unicanal       | Hugo Vaceque Bogado | General Caballero SC                 | 0 - 3          | 3 de Febrero     |
| 10 de diciembre | 17:00          | Unicanal       | Hugo Vaceque Bogado | Goles: J. Martínez y A. González (2) |                |                  |

| Partido de vuelta | Partido de vuelta | Partido de vuelta      | Partido de vuelta                         | Partido de vuelta | Partido de vuelta    |
| Día               | Hora UTC-3        | Estadio                | Equipo Local                              | Resultado         | Equipo Visitante     |
| ----------------- | ----------------- | ---------------------- | ----------------------------------------- | ----------------- | -------------------- |
| 14 de diciembre   | 18:00             | Antonio Oddone Sarubbi | 3 de Febrero                              | 1 - 2             | General Caballero SC |
| 14 de diciembre   | 18:00             | Antonio Oddone Sarubbi | Goles: M. Godoy - V. Servín y E. Martínez |                   |                      |